# Nombre palindrome
Pour les articles homonymes, voir Palindrome (homonymie).

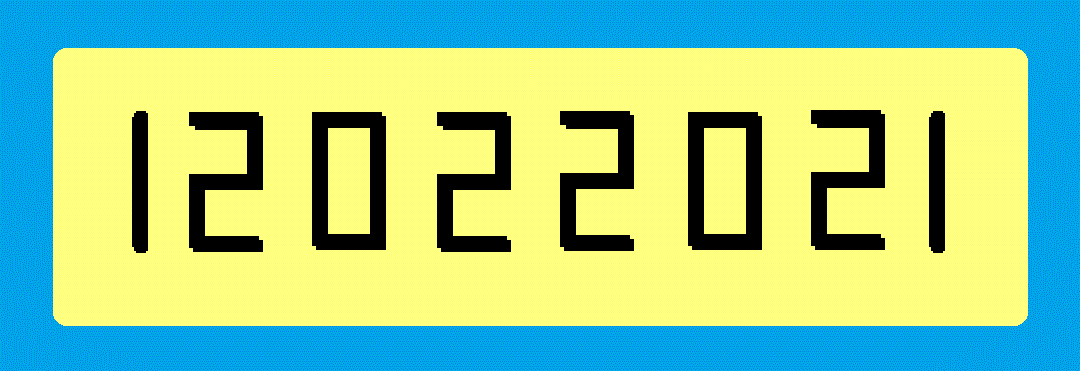
12022021 est un nombre palindrome.

Un nombre palindrome en base {\displaystyle b} est un nombre (entier) dont l'écriture dans cette base est un palindrome, c'est-à-dire qu'elle se lit de la même façon de la gauche vers la droite ou de la droite vers la gauche. Quand la base n'est pas précisée, il s'agit de l'écriture décimale usuelle. Ainsi, 1, 11, 272 ou 9669 sont des nombres palindromes.

## Palindromes en base dix
Tous les nombres en base dix à un chiffre {0, 1, 2, 3, 4, 5, 6, 7, 8, 9} sont palindromes. Il existe neuf nombres palindromes à deux chiffres :
{11, 22, 33, 44, 55, 66, 77, 88, 99}.
Il existe 90 nombres palindromes à trois chiffres :
{101, 111, 121, 131, 141, 151, 161, 171, 181, 191,..., 909, 919, 929, 939, 949, 959, 969, 979, 989, 999}
et aussi 90 nombres palindromes à quatre chiffres :
{1001, 1111, 1221, 1331, 1441, 1551, 1661, 1771, 1881, 1991,..., 9009, 9119, 9229, 9339, 9449, 9559, 9669, 9779, 9889, 9999},
donc, il existe 199 nombres palindromes inférieurs à 104. Il existe 1 099 nombres palindromes inférieurs à 105 et pour les autres exposants de 10n, nous avons : 1 999,10 999,19 999,109 999,199 999,1 099 999,... (suite A070199 de l'OEIS). Pour certains types de nombres palindromes, ces valeurs sont indiquées dans la table ci-dessous. Ici, 0 est inclus.
|                                                                        | 101 | 102 | 103 | 104 | 105  | 106  | 107   | 108   | 109    | 10     |
| n naturel                                                              | 10  | 19  | 109 | 199 | 1099 | 1999 | 10999 | 19999 | 109999 | 199999 |
| n pair                                                                 | 5   | 9   | 49  | 89  | 489  | 889  | 4889  | 8889  | 48889  | 88889  |
| n impair                                                               | 5   | 10  | 60  | 110 | 610  | 1110 | 6110  | 11110 | 61110  | 111110 |
| n carré parfait                                                        | 4   | 4   | 7   | 7   | 14   | 15   | 20    | 20    | 31     | 31     |
| n premier                                                              | 4   | 5   | 20  | 20  | 113  | 113  | 781   | 781   | 5953   | 5953   |
| n sans carré                                                           | 6   | 12  | 67  | 120 | 675  | 1200 | 6821  | 12160 | +      | +      |
| n avec carré (μ(n)=0)                                                  | 3   | 6   | 41  | 78  | 423  | +    | +     | +     | +      | +      |
| n carré avec racine première                                           | 2   | 2   | 3   | 3   | 5    | 5    | 5     | 5     | 5      | 5      |
| n avec un nombre pair de facteurs premiers distincts (μ(n)=1)          | 2   | 6   | 35  | 56  | 324  | +    | +     | +     | +      | +      |
| n avec un nombre impair de facteurs premiers distincts (μ(n)=-1)       | 5   | 7   | 33  | 65  | 352  | +    | +     | +     | +      | +      |
| n pair avec un nombre impair de facteurs premiers                      |     |     |     |     |      |      |       |       |        |        |
| n pair avec un nombre impair de facteurs premiers distincts            | 1   | 2   | 9   | 21  | 100  | +    | +     | +     | +      | +      |
| n impair avec un nombre impair de facteurs premiers                    | 0   | 1   | 12  | 37  | 204  | +    | +     | +     | +      | +      |
| n impair avec un nombre impair de facteurs premiers distincts          | 0   | 0   | 4   | 24  | 139  | +    | +     | +     | +      | +      |
| n pair sans-carré avec un nombre pair de facteurs premiers distincts   | 1   | 2   | 11  | 15  | 98   | +    | +     | +     | +      | +      |
| n impair sans-carré avec un nombre pair de facteurs premiers distincts | 1   | 4   | 24  | 41  | 226  | +    | +     | +     | +      | +      |
| n impair avec exactement deux facteurs premiers                        | 1   | 4   | 25  | 39  | 205  | +    | +     | +     | +      | +      |
| n pair avec exactement deux facteurs premiers                          | 2   | 3   | 11  | 11  | 64   | +    | +     | +     | +      | +      |
| n pair avec exactement trois facteurs premiers                         | 1   | 3   | 14  | 24  | 122  | +    | +     | +     | +      | +      |
| n pair avec exactement trois facteurs premiers distincts               |     |     |     |     |      |      |       |       |        |        |
| n impair avec exactement trois facteurs premiers                       | 0   | 1   | 12  | 34  | 173  | +    | +     | +     | +      | +      |
| n nombre de Carmichael                                                 | 0   | 0   | 0   | 0   | 0    | 1+   | +     | +     | +      | +      |
| n pour lequel σ(n) est palindrome                                      | 6   | 10  | 47  | 114 | 688  | +    | +     | +     | +      | +      |

Buckminster Fuller a qualifié les nombres palindromes « nombres de Schéhérazade » dans son livre Synergetics, parce que Schéhérazade est le nom de la conteuse dans Les Mille et Une (1001) Nuits.

### Des additions ayant un palindrome pour résultat
Prenez un nombre au hasard.
Additionnez-le avec son symétrique en lecture. Selon le nombre, en appliquant successivement le même processus au résultat, on peut obtenir un palindrome.
1234 + 4321 = 5555, c'est un palindrome.
Autre exemple :
149 + 941 = 1090 ; 1090 + 0901 = 1991, on obtient un palindrome en deux étapes.
Cette règle fonctionne presque pour tous les nombres. Le premier pour lequel cela ne fonctionne pas est 196. De tels nombres sont rares. Ils sont appelés nombres de Lychrel.

### Des multiplications ayant un palindrome pour résultat
12 multiplié par 21 donne 252.
111 111 111 multiplié par 111 111 111 donne 12 345 678 987 654 321.

### Propriété
Les nombres palindromes de taille paire sont multiples de 11 (voir Liste de critères de divisibilité#Critère de divisibilité par 11).

## Définition formelle
Bien que les nombres palindromes soient le plus souvent représentés dans le système décimal, le concept de palindromicité peut être appliqué aux entiers naturels dans n'importe quel système de numération. Considérons un nombre {\displaystyle n>0} en base {\displaystyle b\geqslant 2}, où il est écrit en notation standard avec {\displaystyle k+1} chiffres tel que :
{\displaystyle n=\sum _{i=0}^{k}a_{i}b^{i}}
avec {\displaystyle 0\leqslant a_{i}\leqslant b-1} pour tout {\displaystyle i} et {\displaystyle a_{k}\neq 0}. Alors {\displaystyle n} est un nombre palindrome si et seulement si {\displaystyle a_{i}=a_{k-i}} pour tout {\displaystyle i}.

## Bases autres que dix
Les nombres palindromes binaires sont :
0, 1, 11, 101, 111, 1001, 1111, 10001, 10101, 11011, 11111, 100001, …
ou en décimal : 0, 1, 3, 5, 7, 9, 15, 17, 21, 27, 31, 33, … suite A006995 de l'OEIS. Tous les nombres de Fermat et de Mersenne sont des nombres palindromes binaires.
En base dix-huit, certaines puissances de 7 sont palindromes :
Et dans la base vingt-quatre, les huit premières puissances de 5 sont palindromes :

### Nombres palindromes dans plusieurs bases
Tout nombre {\displaystyle n} est palindrome dans toutes les bases {\displaystyle b} avec {\displaystyle b\geqslant n+1} (car {\displaystyle n} est alors un nombre à un seul chiffre), mais aussi dans la base n – 1 (car {\displaystyle n} est alors 11n – 1).
La plupart des nombres sont palindromes dans plusieurs bases inférieures au nombre lui-même ; par exemple : {\displaystyle 1221_{4}=151_{8}=77_{14}=55_{20}=33_{34}=11_{104}}, {\displaystyle 1991_{10}=7C7_{16}}.
6643 est le plus petit nombre à la fois palindrome en base 2 et en base 3.
Un nombre non palindrome dans toutes les bases {\displaystyle 2\leqslant b<n-1} est appelé un nombre strictement non palindrome.

## Propriétés des nombres palindromes
- La série des inverses des nombres palindromes non nuls est convergente quelle que soit la base[3], vers 3,37028… si la base est dix (suite A118031 de l'OEIS).
- Pour toute base de numération supérieure ou égale à 5, tout entier est somme d'au plus 3 nombres palindromes, cette borne est optimale car il existe pour toute base supérieure ou égale à 2 une infinité d'entiers qui ne sont pas somme de deux nombres palindromes (en base dix, c'est par exemple le cas de 21)[2].